# 何肇勳
何肇勳（1860年—？），四川省敘州府興文縣人。清朝政治人物、進士出身。
光緒二十四年（1898年）戊戌科殿試二甲，賜進士出身，同年五月，以主事分部学习。曾任貴州恩洲府知府，宣統元年在任病故。